# Jenny Hansson
Jenny Hansson (26 agosto 1980) è un'ex fondista svedese specializzata nelle gare a lunga distanza (granfondo).

## Biografia
In Coppa del Mondo esordì il 20 novembre 2004 a Gällivare (80ª) e ottenne l'unico podio il 23 novembre 2008 nella medesima località (3ª). Non partecipò né a rassegne olimpiche né iridate.
Si dedicò principalmente alla Marathon Cup, manifestazione svolta sotto l'egida della FIS che ricomprende gare su lunghissime distanze. In questa specialità colse i suoi più importanti successi, aggiudicandosi il trofeo nel 2009 e nel 2010.

## Palmarès

### Coppa del Mondo
- 1 podio (a squadre):
  - 1 terzo posto

### Marathon Cup
- Vincitrice della Marathon Cup nel 2009 e nel 2010
- 20 podi:
  - 6 vittorie
  - 10 secondi posti
  - 4 terzi posti

#### Marathon Cup - vittorie
| Data            | Gara                  | Località      | Nazione   | Spec.       |
| --------------- | --------------------- | ------------- | --------- | ----------- |
| 13 gennaio 2008 | Jizerská padesátka    | Monti Iser    | Rep. Ceca | 50 km TC MS |
| 28 gennaio 2008 | Marcialonga           | Val di Fiemme | Italia    | 70 km TC MS |
| 24 gennaio 2010 | Dolomitenradrundfahrt | Lienz         | Austria   | 42 km TL MS |
| 31 gennaio 2010 | Marcialonga           | Val di Fiemme | Italia    | 70 km TC MS |
| 20 marzo 2010   | Birkebeinerrennet     | Lillehammer   | Norvegia  | 54 km TC MS |
| 6 marzo 2011    | Vasaloppet            | Mora          | Svezia    | 90 km TC MS |

Legenda:

TC = tecnica classica

TL = tecnica libera

MS = partenza in linea